# Schellenbeck
| Zuläufe und Bauwerke \| Schellenbeck \| Schellenbeck \| Schellenbeck \| \| ------------------------ \| ------------ \| --------------- \| \| Legende \| \| \| \| Wuppertal \| \| Wuppertal \| \| \| \| \| \| \| \| Zulauf Imkerweg \| \| \| \| \| \| \| \| \| \| \| \| \| \| \| \| \| \| \| \| \| \| Bundesautobahn 46 \| \| \| \| \| \| \| \| \| \| \| \| \| \| \| \| Regenrückhaltebecken \| \| \| \| Beck im Allenkotten \| \| \| \| \| \| \| \| \| \| Haarhauser Bach \| \| \| \| \| \| \| \| \| \| Wichlinghausen–Hattingen \| \| (stillgelegt) \| \| \| \| \| \| \| \| \| \| Schwarzbach \| \| \| |  |                 |
| Schellenbeck |  |                 |
| Legende |  |                 |
| Wuppertal |  | Wuppertal       |
| |  |                 |
| |  | Zulauf Imkerweg |
| |  |                 |
| |  |                 |
| |  |                 |
| |  |                 |
| |  |                 |
| Bundesautobahn 46 |  |                 |
| |  |                 |
| |  |                 |
| |  |                 |
| Regenrückhaltebecken |  |                 |
| Beck im Allenkotten |  |                 |
| |  |                 |
| |  | Haarhauser Bach |
| |  |                 |
| |  |                 |
| Wichlinghausen–Hattingen |  | (stillgelegt)   |
| |  |                 |
| |  |                 |
| Schwarzbach |  |                 |

Die Schellenbeck ist ein 2,107 Kilometer langer Bach im Wuppertaler Stadtbezirk Oberbarmen. Sie ist ein rechter Zufluss des Schwarzbachs, der wiederum ein rechter Zufluss der Wupper ist.
Für den Namen des Fließgewässers wird auch die Tautologie Schellenbecker Bach verwendet, wobei Beck ist das niederdeutsche Wort für Bach ist.
Der Bach ist Namensgeber für die Schellenbecker Straße, den Ortsteil an dieser Straße nennt man ebenfalls „Schellenbeck“.

## Etymologie
Der etymologische Ursprung ist nicht ganz geklärt. Nach einer Deutung kommt der Namensteil „schell“ von „scheel“ (schief), was sich auf eine topografische Lage bezieht. Nach einer anderen Deutung kommt „schellen“ von hell klingen (Geräusch des fließenden Bachwassers). Nach einer weiteren Deutung kommt „schell“ von „verschellen“, damit ist eine Verkündung von Urteilen durch den „Schill“ (Oberrichter) gemeint. Damit wäre der Name auf eine alte Gerichtsstätte zurückzuführen.

## Geographie

### Verlauf
Der Bach entspringt auf rund 258 Meter Höhe NN in einem kleinen Hain in Nächstebreck-West. Er erhält unmittelbar hinter der Quelle von links aus Richtung des Imkerwegs Zulauf von einem 260 Meter langen unbenannten Bach. Die Schellenbeck fließt in südöstlicher Richtung und unterquert nach rund 150 Metern die Bundesautobahn 46. Hier fließt sie in einem naturnahen Raum, der auf der westlichen Seite aus Feldern und Wiesen besteht und an der östlichen Seite an Einfamilienhäusern grenzt.
Nach rund 1000 Metern befindet sich auf der östlichen Seite eine Kleingartenanlage, anschließend erhält die Schellenbeck von rechts Zulauf von der 937 Meter langen Beck im Allenkotten. Der Bach fließt nun weiter in östlicher Richtung, nach weiteren 200 Metern fließt von links der 822 Meter lange Haarhauser Bach dazu.
Rund 1850 Metern ab Quelle hat die Schellenbeck die ehemalige Bahntrasse der Bahnstrecke Wuppertal-Wichlinghausen–Hattingen erreicht und unterquert das Gelände auf einer Strecke von rund 80 Meter verrohrt. Nach weiteren rund 80 Metern mündet der Bach auf 190 Metern über NN in den Schwarzbach, der im späteren Verlauf in der Wupper mündet.

### Zuflüsse
- Beek im Allenkotten (rechts), 0,9 km
- Haarhauser Bach (links), 1,0 km

## Geschichte
Vom Mittelalter bis 1922 war der Bach Grenzgewässer. Er trennte unter anderem das Amt Beyenburg des Herzogtums Berg von dem  Amt Wetter der Grafschaft Mark und war bis zur Eingemeindung Nächstebrecks in Barmen auch Grenze zwischen dem Rheinland und Westfalen.
Der Hof Schellenbeck (auch Schellenbeke) war ein Hofesgut, das zum Oberhof Einern zählte. Er wurde erstmals 1410 erwähnt.
Es bestand auch ein Kotten in der oberen Schellenbeck, der von der Familie Schellenbeck geführt wurde. Mitglieder der Familie wurden auch als Bleicher und Garnhändler in Urkunden des 17. und 18. Jahrhunderts erwähnt.